# 172gy busz (Budapest)
A budapesti 172-es (gyors 172-es) jelzésű autóbusz a Kosztolányi Dezső tér és Törökbálint, Munkácsy Mihály utca között közlekedett. A vonalat a Budapesti Közlekedési Zrt. üzemeltette.

## Története
1984 és 1992 között 172-es jelzéssel autóbusz közlekedett a Kosztolányi Dezső tértől a budafoki Vincellér útig. Az 1980-as években T1-es jelzéssel telkesjárat közlekedett a Deák tér és Törökbálint között.
2001. május 2-án indult a 172-es busz a Kosztolányi Dezső tér és Törökbálint, Munkácsy Mihály utca között.
2008. augusztus 21-étől jelzése 172E lett.

## Útvonala
| Törökbálint, Munkácsy Mihály utca felé | Kosztolányi Dezső tér felé |
| --- | --- |
| Kosztolányi Dezső tér vá. – Bocskai út – Nagyszőlős utca – Budaörsi út – – Sport utcai csomópont – 8105. számú út – Törökbálint, Raktárvárosi út – Kápolna utca – Bartók Béla utca – Baross Gábor utca – Szent István utca – Kinizsi Pál utca – Károlyi Mihály utca – Kazinczy Ferenc utca – Szent István utca – Törökbálint, Munkácsy Mihály utca vá. | Törökbálint, Munkácsy Mihály utca vá. – Munkácsy Mihály utca – Kápolna utca – Raktárvárosi út – 8105. sz. út – – Budaörsi út – Nagyszőlős utca – Bocskai út – Kosztolányi Dezső tér vá. |

## Megállóhelyei
| 0                                        | Kosztolányi Dezső tér végállomás             | 21 | 7, 7, 12, 14, 40, 40E, 41, 41, 47-49V, 53, 72, 73, 86, 87, 87A, 114, 140E, 149V, 153, 173, 187, 250 19 |
| 4                                        | Dayka Gábor utca                             | 15 | 40, 40E, 41, 53, 72, 87, 87A, 139, 140E, 153, 187, 239, 250                                            |
| Budapest–Budaörs közigazgatási határa    |                                              |    | |
| Budaörs–Törökbálint közigazgatási határa |                                              |    | |
| 12                                       | Méhecske utca                                | 6  | 140 |
| 14                                       | Raktárváros                                  | 4  | 140 |
| 16                                       | Tükörhegy                                    | 2  | 140 |
| 17                                       | Bartók Béla utca                             | 1  | 72, 88, 140                                                                                            |
| 18                                       | Baross Gábor utca                            | ∫  | 72, 88, 140                                                                                            |
| 19                                       | Szent István utca (ma: Harangláb)            | ∫  | 72, 88, 140                                                                                            |
| 20                                       | Ady Endre utca                               | ∫  | 88, 140                                                                                                |
| 21                                       | Őszibarack utca                              | ∫  | 88, 140                                                                                                |
| 22                                       | Károlyi Mihály utca                          | ∫  | 88 |
| 24                                       | Katona József utca                           | ∫  | 88 |
| 25                                       | Zrínyi utca                                  | ∫  | 88 |
| 26                                       | Szent István utca (ma: Harangláb)            | ∫  | 72, 88, 140                                                                                            |
| 27                                       | Törökbálint, Munkácsy Mihály utca végállomás | 0  | 72, 88, 140                                                                                            |